# Meridiano 152 W
O meridiano 152 W é um meridiano que, partindo do Polo Norte, atravessa o Oceano Ártico, América do Norte, Oceano Pacífico, Oceano Antártico, Antártida e chega ao Polo Sul. Forma um círculo máximo com o Meridiano 28 E. Ao nível da Linha do Equador dista 16 920 km do Meridiano de Greenwich.
Começando no Polo Norte, o meridiano 152º Oeste tem os seguintes cruzamentos:
| País, território ou mar | Notas |
| ----------------------- | --- |
| Oceano Ártico           | |
| Mar de Beaufort         | |
| Estados Unidos          | Alasca |
| Enseada de Cook         | |
| Estados Unidos          | Ilha Kalgin, Alasca |
| Enseada de Cook         | Passa a oeste da Península de Kenai, Alasca |
| Estados Unidos          | Ilhas Barren, Alasca |
| Oceano Pacífico         | |
| Estados Unidos          | Ilha Afognak, Alasca |
| Oceano Pacífico         | Passa a leste da ilha Kodiak, Alasca, Estados Unidos · Passa a oeste da Ilha Flint, Kiribati · Passa a oeste do atol Tupai, Polinésia Francesa · Passa a leste do atol Maupiti, Polinésia Francesa · Passa a oeste da ilha Bora Bora, Polinésia Francesa |
| Oceano Antártico        | |
| Antártida               | Dependência de Ross, reivindicada pela Nova Zelândia |